# Austin Loomer Rand
Austin Loomer Rand (16 décembre 1905 - 6 novembre 1982) est un zoologiste canadien, ayant principalement travaillé en ornithologie.

## Biographie
Il nait à Kentville (Nouvelle-Écosse) en 1905, et grandit dans la proche ville de Wolfville. Il décroche un baccalauréat en sciences à l'université Acadia, institution où il obtiendra également un doctorat en sciences en 1961.
En 1929, alors que toujours étudiant de troisième cycle à l'université Cornell, il fait partie d'une expédition à Madagascar pour collecter des oiseaux. Il publie les résultats pour sa thèse de son philosophiæ doctor. C'est lors de cette expédition qu'il rencontre Richard Archbold, zoologiste et philanthrope, dont il devient un ami proche. Archbold financera et mènera plus tard une série d'expéditions biologiques en Nouvelle-Guinée, pendant les années 1930, auxquelles Rand participe et mène à ses côtés des travaux ornithologiques. Durant ces années, plusieurs espèces sont décrites par ses soins, comme la Salangane papoue ou l'Engoulevent d'Archbold.
En 1941 Rand aide Archbold dans l'établissement de la station biologique Archbold (Archbold Biological Station), à Lake Placid, en Floride, un endroit où il se retirera par la suite, et y mourra.
En 1942, Rand devient zoologiste auxiliaire au musée qui deviendra le Musée canadien de la nature, et où il travaille avec l'ornithologiste Percy Algernon Taverner et le mammalogiste Rudolph Martin Anderson. De 1947 à 1955, il était conservateur pour les oiseaux au muséum Field de Chicago puis conservateur en chef de la zoologie de 1955 à 1970.
Il était un contributeur fréquent du The Auk, journal ornithologique de l'American Ornithologists' Union, une organisation parmi laquelle il est nommé compagnon (fellow) puis président de 1962 à 1964.
En 1996 son nom est donné à un des bâtiments de recherches de la station biologique Archbold.
Austin L. Rand était marié à Rheua M. Rand, et était le père de l'herpétologiste de renom Austin Stanley Rand.

## Quelques publications
- 1936 : The distribution and habits of Madagascar birds. (Bulletin of the American Museum of Natural History).
- 1937 : Results of the Archbold expeditions No.14: The birds of the 1933-1934 Papuan expedition. (Bulletin of the American Museum of Natural History. Coécrit avec Ernst Mayr).
- 1942 : Results of the Archbold Expeditions. Birds of the 1936-1937 New Guinea Expedition. (Bulletin of the American Museum of Natural History).
- 1955 : Stray feathers from a bird man's desk. Fascinating and unusual sidelights on the lives of birds.
- 1956 : American Water and Game Birds.
- 1960 : Birds of the Philippine Islands: Siquijor, Mount Malidang, Bohol, and Samar. (Fieldiana. Coécrit avec D.S. Rabor).
- 1961 : A Midwestern Almanac, Pageant of the Seasons. (Coécrit avec son épouse Rheua M. Rand).
- 1962 : Birds in Summer.
- 1967 : Ornithology: an Introduction.
- 1967 : Handbook of New Guinea Birds. (Coécrit avec Ernest Thomas Gilliard).
- 1971 : Birds of North America.